# Megaselia gombakensis
Megaselia gombakensis är en tvåvingeart som beskrevs av Ronald Henry Lambert Disney 1993. Megaselia gombakensis ingår i släktet Megaselia och familjen puckelflugor. Inga underarter finns listade i Catalogue of Life.